# Jakob Bürki
Jakob Bürki (* 10. November 1872 in Oberhofen am Thunersee; † 14. Februar 1939, anderes Datum 17. Februar 1939 in Detligen) war ein Schweizer Lehrer und Verfasser von Berner Mundarterzählungen. Sein Pseudonym war Vettergötti.

## Leben

### Familie
Jakob Bürki war der Sohn von Friedrich Bürki, Pächter des Gutes von Schloss Oberhofen, er wurde im sogenannten Heidenhaus geboren. Er hatte noch neun weitere Geschwister, zu diesen gehörte unter anderem Karl Bürki (* 16. August 1867 in Oberhofen am Thunersee; † 13. März 1956 in Bern), der spätere Berner Schulinspektor und Mitarbeiter der Erziehungsdirektion.
Er heiratete 1896 in erster Ehe die Lehrerin Lina, Tochter von Ulrich Jufer; gemeinsam hatten sie drei Kinder. Nachdem seine erste Ehefrau verstorben war, heiratete er in zweiter Ehe 1903 die Lehrerin Maria Klara, Tochter von Rudolf Kuster; auch aus dieser Ehe gingen drei Kinder hervor, zu diesen gehörte unter anderem auch der spätere Schriftsteller Roland Bürki. Die Familie bewohnte ein kleines Haus neben dem Schulhaus in Detligen.
Als Erinnerung an Jakob Bürki wurde in der Kirche Radelfingen eine Wappenscheibe mit dem Familienwappen Bürki (ein weisser Turm auf blauem Hintergrund) angebracht.

### Werdegang
Nach einer Ausbildung am Lehrerseminar Muristalden (heute: Campus Muristalden) in Bern erhielt Jakob Bürki 1892 eine Anstellung als Lehrer in Attiswil, bevor er 1897 Lehrer in Detligen wurde; 1935 trat er aus gesundheitlichen Gründen von seinem Schulamt zurück.

### Schriftstellerisches Wirken
Jakob Bürki war der Verfasser von Mundarterzählungen, so unter anderem 1916 die Erzählung zur Schweizerischen Landesausstellung 1914 Der Vettergötti a d'r Landesusstellig 1914, 1922 Vettergöttis Wiener Reis (mit Illustrationen von Paul Wyss), 1934 Ob em Dörfli und 1937 A der Heiteri; zugleich verfasste er zahlreiche Gedichte in Mundart, die er in verschiedenen Zeitschriften veröffentlichte. Unter seinem Pseudonym trat er seit 1928 auch im Radio Bern, die von der Sendestation Münchenbuchsee sendete, auf und war ein populärer Mundartfeuilletonist bei der Tageszeitung Emmentaler Blatt.

### Gesellschaftliches Wirken
Jakob Bürki wurde in der Gemeinde Radelfingen zum Gemeindepräsidenten, zum Kirchgemeindepräsidenten, zum Kassierer der Landwirtschaftlichen Genossenschaft, zum Armeninspektor, zum Mitglied der Direktion und des Verwaltungsrates der seeländischen Verpflegungsanstalt in Worben gewählt. Er war auch Gründungsmitglied des 1902 gegründeten Männerchors Eintracht Detligen.

## Schriften (Auswahl)
- Der Vettergötti a d’r Landesusstellig z’Bärn 1914: Was är erläbt u verüebt het. Langnau im Emmental, 1916.
- Chorber-Chriegeli. In: Die Berner Woche in Wort und Bild, Band 9, Heft 1. 1919. S. 6–8.
- Chorber-Chriegeli (Fortsetzung). In: Die Berner Woche in Wort und Bild, Band 9, Heft 2. 1919. S. 18–19.
- Chorber-Chriegeli (Fortsetzung). In: Die Berner Woche in Wort und Bild, Band 9, Heft 3. 1919. S. 29–31.
- Chorber-Chriegeli (Schluss). In: Die Berner Woche in Wort und Bild, Band 9, Heft 4. 1919. S. 66–67.
- Vettergöttis Wiener-Reis. Langnau: Verlag Buchdruckerei des Emmenthaler-Blattes, 1922.
- Ob em Dörfli Gschichte u Müschterli. Bern: A. Francke, 1934.
- A der Heiteri. Langnau: Emmenthaler-Blatt AG, 1937.
- Jakob Bürki; Paul Wyss: Vo Härze. Langnau: Emmenthaler-Blatt AG, 1939.[8]